# Kościół Narodzenia Najświętszej Maryi Panny w Średniej Wsi
Kościół Narodzenia Najświętszej Maryi Panny w Średniej Wsi – drewniany rzymskokatolicki kościół filialny pw. Narodzenia Najświętszej Maryi Panny, wzniesiony w XVI w., znajdujący się w miejscowości Średnia Wieś.
To najstarszy drewniany kościół katolicki w Bieszczadach.
Kościół włączono do podkarpackiego Szlaku Architektury Drewnianej.

## Historia
Kościół został zbudowany w drugiej połowie XVI w. jako kaplica dworska rodu Balów. W XVII w. pełniła funkcję zboru protestanckiego (ariańskiego). W 1697 odzyskana przez katolików. W 1727 z fundacji Katarzyny Balowej powstało całe wyposażenie świątyni. W czasie gruntownego remontu w latach 1959–68 wymieniono belki, wykonano oszalowanie wewnątrz i stolarkę okienną, a dach pokryto gontem. W latach 1983–84 dobudowano wieżę przy północnej ścianie kościoła oraz wycięto otaczające go stare dęby. W 1991 dobudowano zakrystię po zachodniej stronie prezbiterium.

## Architektura i wyposażenie
Kościół to budowla drewniana, konstrukcji zrębowej, na podmurowaniu kamiennym osłoniętym fartuchem gontowym. Nieorientowany, prezbiterium zwrócone na południe, stosunkowo krótkie, zamknięte trójbocznie z dwiema zakrystiami po bokach. Nawa szersza, prostokątna. Wieża konstrukcji słupowej, o ścianach pochyłych z izbicą, zwieńczona cebulastym hełmem blaszanym z latarnią. Dach jednokalenicowy kryty gontem z wieżyczką na sygnaturkę nad nawą, zwieńczoną kopulastym hełmem blaszanym. Na końcach kalenicy balasy zakończone ażurową plakietką od prezbiterium i krzyżem do strony wieży. Ściany zewnętrzne oszalowane gontem.

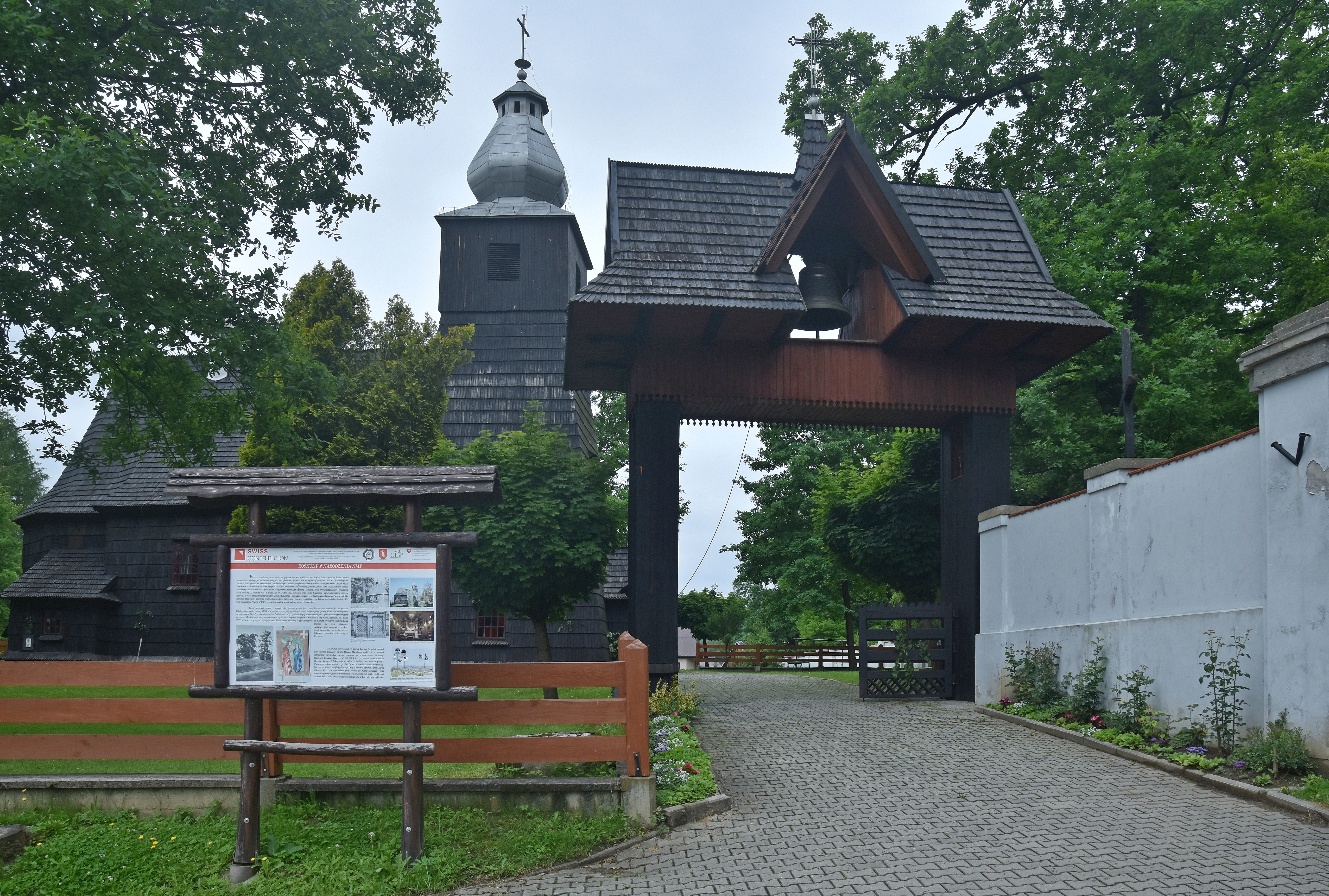
Wejście
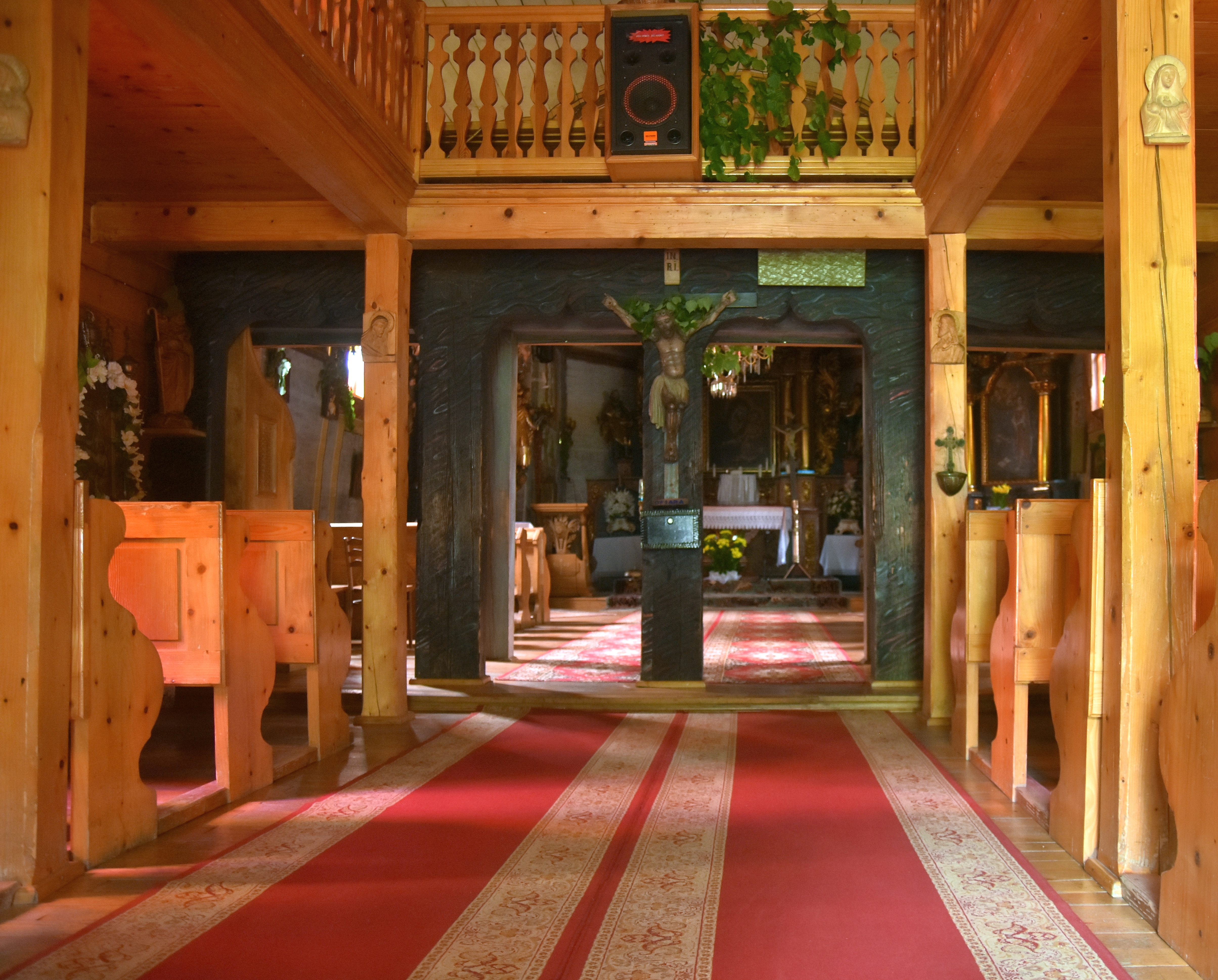
Wnętrze
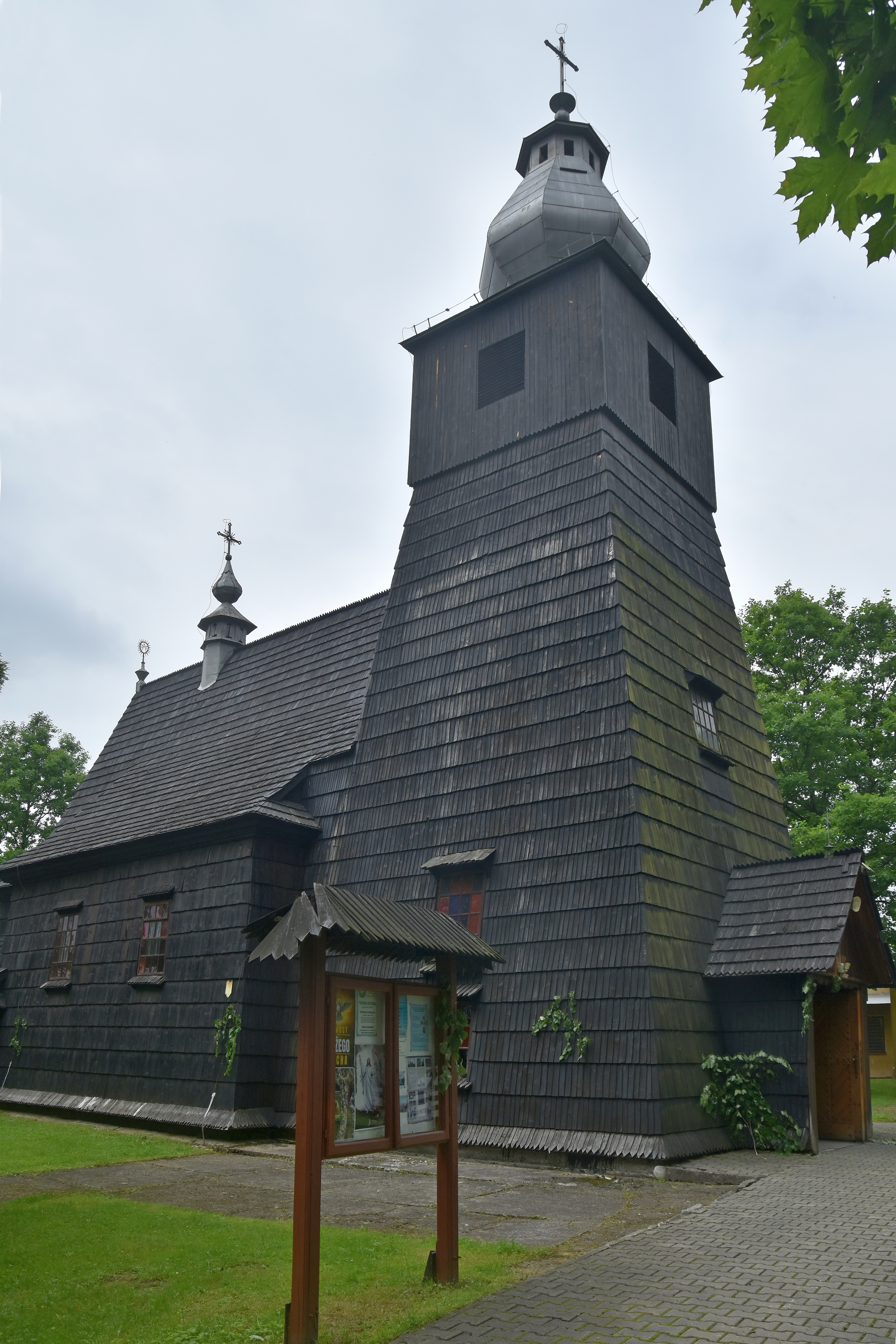
Wieża

Wewnątrz stropy płaskie. Na ścianach i stropie polichromia figuralna i iluzjonistyczna z I połowy XVIII w. W prezbiterium malowane podziały architektoniczne. Chór muzyczny wsparty na dwóch słupach. Późnobarokowy ołtarz główny i dwa ołtarze boczne są dziełem snycerzy krośnieńskich. Płaskorzeźbione stacje drogi krzyżowej zawieszone w nawie i rzeźbę Ostatniej Wieczerzy w kruchcie wykonał Jędrek Wasielewski „Połonina”.

## Inne
W XIX w. Henrietta Ewa Ankwiczówna, która zapisała się w historii jako młodzieńcza miłość Adama Mickiewicza (adresatka jego wierszy: Do mego Cziczerona i Do Henrietty oraz pierwowzór postaci Ewy Horeszkówny w Panu Tadeuszu), odziedziczyła wieś z kościołem po babce Balównie. Wiele czasu spędzała na modlitwie w tej świątyni.